# Cyphia maculosa
Cyphia maculosa är en klockväxtart som beskrevs av Edwin Percy Phillips. Cyphia maculosa ingår i släktet Cyphia, och familjen klockväxter. Inga underarter finns listade i Catalogue of Life.